# Aleuritopteris leptolepis
Aleuritopteris leptolepis là một loài thực vật có mạch trong họ Adiantaceae. Loài này được (Fraser-Jenk.) Fraser-Jenk. mô tả khoa học đầu tiên năm 2008.